# بيتر فورست
بيتر فورست (15 نوفمبر 1985 في أستراليا - ) (بالإنجليزية: Peter Forrest)‏ هو لاعب كريكت أسترالي. شارك مع منتخب أستراليا الوطني للكريكت. أما مع النوادي، فقد لعب مع Brisbane Heat ‏ وفريق جنوب ويلز الجديد للكريكت ‏ وفريق كوينسلاند للكريكت ‏.

## وصلات خارجية
- بيتر فورست على موقع إي آس بي آن كريك إنفو (الإنجليزية)